# IEEE 829
Norma IEEE 829–2008, rovněž známá jako 829 norma pro softwarovou i systémovou dokumentaci testů, je IEEE standard specifikují formu a množinu dokumentů pro použití v osmi definovaných fázích testování softwaru. V každé z těchto fází může vzniknout vlastní oddělený typ dokumentu. Norma specifikuje formát těchto dokumentů ale nedefinuje zcela, že musí být nutně všechny části použity.
- Testovací plán: dokument pro plánování testů který ukazuje:
  - Jak bude testování provedeno (včetně prostředí a konfigurací).
  - Kdo bude testovat
  - Co je předmětem testování
  - Jak dlouho bude testování probíhat
  - Jaké bude pokrytí testy, například: Jakou úroveň kvality vyžadujeme
- Test Design Specifikace: upřesnění podmínek pro testování a očekávaných výsledků včetně kritérií, kdy testování může být ukončeno úspěšně
- Specifikace testovaných případů (Test Case): Specifikace dat pro testování dle testovacích podmínek uvedených v dokumentu Test Design Specifikace
- Test Procedure Specification: upřesňuje provedení jednotlivých testů, včetně všech podmínek pro zahájení testu a jednotlivých kroků testovaného případu
- Test Item Transmittal Report: reportuje, kdy se testovaná softwarová komponenta dostává z jedné fáze testování do další
- Test Log: záznam o provedených testovaných případech, kdo je prováděl, v jakém pořadí a s jakým výsledkem
- Test Incident Report: uvádí pro každý testovaný případ, který skončil neúspěchem skutečný stav a porovnává ho s očekávaným stavem. Dále obsahuje všechny potřebné informace relevantní k průběhu testu. Tento dokument není kompletním seznamem chyb, neboť pokud se stane, že se nějaký testovaný případ nechová dle očekávání, může tímto následkem vzniknout celá řada chyb, které se ale v tomto dokumentu neuvádí. Pokud je možné, v tomto dokumentu se rovněž uvádí možný dopad nalezených incidentů.
- Test Summary Report: Manažerský dokument shrnující všechny důležité informace odhalené testováním. Obsahuje informace o kvalitě testovaného systému, vynaloženém úsilí pro testování a statistiky z reportu incidentů. Tento report rovněž popisuje jaké testování bylo provedeno, jaký čas byl k testování potřebný a popisuje zkušenosti do dalšího kola testování. Tento finální dokument se používá pro posouzení, kdy je testovaný software vhodný k předání zákazníkovi a zda splňuje podmínky akceptace.

## Vztahy s jinými normami
Další normy, které mohou být odkazovány normou IEEE 829:
- IEEE 1008, norma pro unit testing
- IEEE 1012, norma pro validace a verifikaci softwaru
- IEEE 1028, norma inspekci softwaru
- IEEE 1044,  norma pro klasifikaci softwarových anomálií
- IEEE 1044-1, návod pro klasifikaci softwarových anomálií
- IEEE 830, postup pro tvorbu dokumentu specifikace systémových požadavků
- IEEE 730, norma pro plány zajištění kvality softwaru
- IEEE 1061, norma pro softwarové metriky kvality a metodologii
- IEEE 12207, norma pro životní cyklus software a životní cyklus dat
- BS 7925-1, slovník pojmů používaných v oboru testování softwaru
- BS 7925-2, norma pro testování softwarových komponent